# Dysstroma korbi
Dysstroma korbi är en fjärilsart som beskrevs av Heydemann 1929. Dysstroma korbi ingår i släktet Dysstroma och familjen mätare. Inga underarter finns listade i Catalogue of Life.